# Vianney
Vianney nume la naștere Vianney Boureau, (n. 13 februarie 1991, Pau, Aquitaine, Franța) este un cântăreț și actor francez.
A câștigat două premii Victoires de la Musique, la categoriile Inerpretul anului, în 2016, și Piesa anului, în 2017. A lansat două albume de studio, certificate.